# Spindelsturz
Der Spindelsturz ist ein Begriff aus der Fertigungstechnik und bezeichnet beim Fräsen die Neigung einer senkrechten Fräsmaschinenspindel, um ein Nachschneiden, den sogenannten Nachschneideffekt, der Werkzeugschneiden zu vermeiden.
Nach dem Schneidevorgang drehen die Schneiden über die bereits gefertigte Werkstückoberfläche und nehmen einen dünnen Span ab. Dies schädigt die Schneiden und führt zu einer ungleichmäßigen Oberfläche. Alternativ kann auch der Maschinentisch geneigt werden, jedoch ist dies selten anzutreffen.
Der Sturzwinkel sollte in Vorschubrichtung zwischen 0,005° und 0,03° liegen. Bei zu groß eingestelltem Sturz werden die Schneiden beschädigt. Durch den Sturz bildet sich beim Fräsen des Weiteren eine leicht konkave Oberfläche, doch kann sie in den meisten Fällen vernachlässigt werden.